# Калинки
Калинка пренасочва насам.  За песента вижте Калинка (песен).
Калинките (Coccinellidae) са семейство насекоми, включващо над 5000 вида бръмбари, разпространени в по-голямата част от света, което често се дължи на изкуствено разселване от човека, с цел растителна защита. Характерни са за почти всички земеделски региони на страните с умерен и тропически климат.

## Външен вид
Калинките могат да летят добре и достигат от 75 до 91 размаха в секунда. Повечето имат овални, куполовидни тела с 6 къси крака. В зависимост от вида си те могат да са покрити с петна, ивици или никакви отличителни шарки. На големина достигат между 0,8 мм и 18 мм. Обикновено са червени, жълти или оранжеви с малки черни точки върху надкрилията си, но и много видове от семейство калинки са почти изцяло или напълно черни, сиви или кафяви. Краката, главата и антените им са черни. Въпреки това има съществени разлики във външния им вид, като има калинки с дванадесет бели петна върху кафяв фон върху надкрилията си. Седемточковите калинки са червени или оранжеви с по три точки от всяка страна и една в средата. Техните глави са черни с бели петна от всяка страна. Начинът, по който калинките от един и същи вид могат да изглеждат, варира. Например двадесет и четири точковата калинка може да има над 4000 различни разновидности.
Калинките са обичани от хората, но въпреки тяхната популярност те са обект на много заблуди. Надкрилията на калинките, доколкото притежават такива, имат различен брой точки, но индивидите от един и същи вид винаги са с еднакъв брой, противно на популярния мит, че броят на точките върху гърба на насекомото показва възрастта му. Повече се доближава до истината поверието, че цветът зависи от това. Отнема няколко дни, докато цветът на вече възрастните бръмбари се развие напълно и се стабилизира. По принцип цветът на вече зрялата калинка е по-плътен и по-тъмен от този на ларвите.
Често едноцветните калинки, особено по-тъмните видове, не са разпознавани от хората като калинки. В същото време се случва често хората погрешно да мислят много други малки бръмбари за калинки, объркани от сходните форма и окраска. Например щитоносните въшки, които имат подобна форма като тази на калинките и също са устроени така, че да могат да се залепват толкова добре за плоски повърхности, че мравки и други техни врагове да не могат да ги уловят; както и петнистите листни въшки, които са на точки в червено, оранжево или жълто и черно, и с това също силно наподобяват калинките.

## Хранене
Тези бръмбари се хранят главно с листни и щитовидни въшки, освен това отблъскват останалите насекоми с неприятната за тях миризма, която отделят, когато са в опасност. Същевременно ларвите на калинките, особено при липса на друга храна, са силно агресивни и към другите ларви на калинки и в определени случаи ларвите на един вид могат да представляват заплаха за самото съществуване на друг вид калинки; например арлекинът (Harmonia axyridis) - за най-разпространена в България седемточковата калинка (Coccinella septempunctata). Съществуват и някои видове калинки, като оранжевата калинка от подсемейство Epilachninae, които приемат растителна храна и дори могат да бъдат определени като леки селскостопански вредители, които се хранят с листата на житни растения, картофи, бобови растения и други. Понякога популацията се увеличава главоломно, – основно в периоди, когато естествените им врагове, например паразитоидните оси, които нападат яйцата им, са малко. Когато това се случи, тези калинки могат да нанесат сериозни щети върху реколтата.

## Подсемейства
- Chilocorinae
- Coccidulinae
- Coccinellinae
- Epilachninae
- Scymininae
- Sticholotidinae